# Atopophysa orphnina
Atopophysa orphnina là một loài bướm đêm trong họ Geometridae.